# Canon EOS
Canon EOS (Electro-Optical System) är en produktfamilj som innefattar Canons modernare spegelreflexkameror (även kallat systemkameror) och kringutrustning.
EOS-systemet lanserades 1987 med Canon EOS 650 och beteckningen används än idag för Canons digitala spegelreflexkameror. I samband med lanseringen av EOS-systemet lanserades också en ny serie objektiv, EF-serien, med autofokusmotorn i objektivet, där all kommunikation mellan objektiv och kamerahus skedde helt elektroniskt. 

## Objektiv
Till kameror i EOS-serien passar objektiv av typen EF, TS-E och MP-E (samt EF-S för kameror med sensor av typ APS-C).

## Modeller

### Analoga EOS-modeller
Dessa kameror använder traditionell 35 mm småbildsfilm. Inga modeller nytillverkas längre.